# زوتوبيا
زوتروبوليس (بالإنجليزية: Zootropolis؛ أيضاً يعرف تحت عنوان زوتوبيا «Zootopia» في الولايات المتحدة) هو فيلم رسوم متحركة ثلاثي الأبعاد كوميدي أمريكي أنتج في سنة 2016، من إنتاج استديوهات والت ديزني للرسوم المتحركة، هو من إخراج بيرون هوارد، وهو من بطولة جينيفر غودين وجيسون بيتمان إضافة إلى المغنية الشهيرة شاكيرا وكان من أكثر أفلام الرسوم المتحركة إنتظاراً في سنة 2016.
زوتروبوليس هو حاصل دمج لكلمتين زو (Zoo) وتعني حديقة حيوانات، وبوليس (Polis) وهي كلمة يونانية تعني مدينة. في حين أن زوتوبيا هي حاصل دمج لكلمتين هما زو، ويوتوبيا (أو المدينة الفاضلة).

## القصة
جودي هوبس هي أرنبة حلمها ان تعمل شرطية في مدينة زوتوبيا وبعد ان تنتقل إلى هناك وتحقق حلمها تتعرض الأرنبة جودي هوبس إلى تهميش من قبل مديرها في العمل في الشرطة القائد بوجو، حيث يتم تعيينها كشرطية مخالفات مرور وما يزيد احباطها انها قامت بمساعدة ثعلب في شراء مثلجات الفيلة العملاقة وو تكتشف لاحقا انه يقوم بإذابة تلك المثلجات العملاقة لجعلها صغيرة الحجم ويقوم ببيعها وبعدها قام ذلك الثعلب باحباطها لكنها لاحقا استعادت اصرارها فتورط جودي مديرها في تكليفها بمهمة العثور على قندس مفقود من المدينة خلال يومين وإلا يتم طردها وتجبر هوبس ذلك الثعلب نيك وايلد على مساعدتها في حل القضية والا فانه سيصبح متورط في جريمة تحتم عليه السجن لخمس سنوات نيك وايلد أصبح طيبا اثناء هذه المغامرة وجودي هوبس فهمت انه كان طيبا عند صغره ولكن اعتقادات المجتمع ان الثعلب دائما ماكر اجبرته ان يكون ماكرا كما يفكر الناس عنه نيك وايلد يصبح هو جودي هوبس صديقان لاحقا.

## الممثلون
- جينيفر غودين بدور جودي هوبس الأرنبة الشرطية في مركز شرطة زوتوبيا.[33]
- جيسون بيتمان بدور نيك وايلد، وهو ثعلب أحمر وهو صديق جودي هوبس.[34]
- شاكيرا بدور غيزيل الغزالة، وهي مغنية بوب في زوتوبيا.[35]
- إدريس إلبا بدور النقيب بوغو، وهو جاموس أفريقي، وهو مدير مركز الشرطة في زوتوبيا.[36]
- جي كي سيمونز بدور العمدة ليودور ليونهارت، وهو عمدة زوتوبيا، وهو أسد أفريقي.
- نيت تورينس بدور الشرطي بنجامين كلاوهوسر، وهو فهد صياد شرطي في زوتوبيا.
- جيني سلايت بدور مساعدة العمدة بيلويذر وهي خروفة وهي تحت كل المخطاطات الشريرة بالفيلم ما معدى مخطط خطف الحيوانات.
- تومي تشونغ بدور القطاس ياكس.
- اوكتافيا سبنسر بدور السيدة أوترتون وهي كلبة ماء.
- بوني هنت بدور الأرنبة بوني هوبس والدة جودي هوبس.
- دون ليك بدور الأرنب ستو خوبس والد جودي هوبس.
- رايموند بيرسي بدور فلاش الكسلان الثلاثي الأصابع.
- ألن توديك بدور الدوق ويسلتون، وهو ابن عرس من لتل رودينتيا.
- توم ليستر الابن بدور فينيك وهو ثعلب فنك.
- كاتي لويس بدور الدكتورة ماج وهي غرير عسل.
- جيسي كورتي بدور مانكاس بدور يغور وأكبر رجل أعمال في زوتوبيا.
- جون ديماغيو بدور جيري جيمبو الابن وهو فيل أفريقي ويملك مقهى أيس كريم.
- بيتر مانسبريدج بدور الموظ وهو مراسل من قناة زت تي بي.
- مارك سميث بدور الشرطي مكهورن وشرطي في زوتوبيا.

## الدبلجة العربية
أتخذت ديزني قرارًا بإعتماد ستوديو الدوبلاج «مصرية ميديا» لدبلجة هذا الفيلم وسابقه «الديناصور اللطيف» وجميع الأفلام والمسلسلات التي تلتة بعد ذلك عوضًا عن ستوديو الدوبلاج اللبناني «إيمدج برودكشن هاوس»، نتيجة مطالبة عدد كبير من المعجبين عبر المتجر الإلكتروني آي تيونز عند صدور فيلم بيكسار: قلبا وقالبا عام 2014 بنسخته العربية.
حصلت مدينة الحيوانات المعاصرة والمتحضرة في نسخة الفيلم العربية على أسم زوتروبوليس عوضًا عن إسمهَا الأصلي في النسخة الإنجليزية زوتوبيا، تم أستخدام أسم زوتروبوليس في العديد من البلدان الأخرى منها المملكة المتحدة نتيجة تعارض الأسم الأصلي للفيلم مع مادة محقوقة أخرى تحمل نفس الأسم، مما أستدعى تغيره.
تمت ترجمة الحوار وأعمال أعداد النص العربي على يد الأستاذ آمين حداد وتم إخراجه على يد الأستاذة يارا علاء.

### مؤدي الاصوات العربية
- مريم الخشت بدور جودي هوبز.
- أماني محمد بدور جودي الصغيرة.
- أحمد شمعة بدور تيك واليد.
- كريم واكد بدور تيك الصغير.
- هشام الشاذلي بدور القائد بوجو.
- مريم حمدي بدور بل ويذر.
- خالد الشرشابي بدور كلاوهوسر.
- جلال الهجرسي بدور العمدة لايونهارت.
- إبراهيم غريب بدور فلاش.
- دعاء فتفت بدور غزال.
- جهاد أبو العينين بدور الكبير.
- معتز الشاذلي بدوري السيد مانشاس والضابط ماك هورن.
- مصطفى البراء بدوري ماوس ودوجّ.
- رضوان صوان بدور جديون جري
- شادية حسني بدور السيدة قندستون.
- زينب مبارك بدور المدرب العسكري.
- عزت غانم بدوري جيري جامبو.
- آمل عبدالله بدوري الطبيب بادجر وبريسيلا.
- أماني البحطيطي بدور نانجي.
- لاشينة لاشين بدور فروفرو.
- شهيرة فؤاد بدور بوني هوبز.
- أحمد شومان بدور ستو هوبز.
- كمال عطية بدور ياكس.
- محمود حمودة بدور دوق ويسلتون.
- رامي الطمباري بدور فينيك.

وعمل على النسخة العربية إيضًا أحمد صلاح، جري جون، ديمة طرقان، دينا البراء، فاطمة نور، وائل شاهين، يارا علاء وياسين سهيل.

## الاستقبال
تلقى الفيلم إشادات عالمية بحصوله على معدل 98% على موقع الطماطم الفاسدة بناء على 241 مراجعة تضمنت 236 مراجعة إيجابية مقابل خمس مراجعات سلبية، وبمتوسط تقيم 8.1. وحصل على 8.1 من 10 على مقياس موقع قاعدة بيانات الأفلام على الإنترنت أستنادًا لمائتين وأربع وخمسين ألفَ تقييم من المعجبين. فيما حصل على متوسط 78% على موقع ميتاكريتيك بناء على 39 مراجعة.
حصل الفيلم على العديد من الترشيحات لعدة جوائز مختلفة تضمنت جائزة أختيار النقاد للأفلام، وجائزة أختيار المعجبين لأفلام الرسوم المتحركة، وجائزة الغولدن غلوب كأفضل فيلم رسومٍ متحركة للعام بالإضافة إلى الجائزة الأكاديمية المقدمة من أكاديمية الفنون والمعروفة بأسم الأوسكار كأفضل فيلم رسومٍ متحركة.
وحصل الفيلم إيضًا على العديد من الجوائز، تضمنت جائزة أختيارات النقاد، وجائزة الغولدن غلوب كأفضل فيلم رسوم متحركة، بينما حصل فيلم بيكسار البحث عن دوري على جائزة أختيارات المعجبين كأفضل فيلم رسوم متحركة.

## الإيرادات
في أسبوعه الخامس حقق الفيلم في أمريكا الشمالية أكثر من 275.9 مليون دولار، في حين حقق إجمالي 787,639,310 $ دولار في كافة أرجاء العالم.

## وصلات خارجية
- الموقع الرسمي
- زوتوبيا على موقع IMDb (الإنجليزية)
- زوتوبيا على موقع ميتاكريتيك (الإنجليزية)
- زوتوبيا على موقع روتن توميتوز (الإنجليزية)
- زوتوبيا على موقع نتفليكس (الإنجليزية)
- زوتوبيا على موقع قاعدة بيانات الأفلام العربية
- زوتوبيا على موقع ألو سيني (الفرنسية)
- زوتوبيا على موقع Turner Classic Movies (الإنجليزية)
- زوتوبيا على موقع أول موفي (الإنجليزية)
- زوتوبيا على موقع بوكس أوفيس موجو (الإنجليزية)
- زوتوبيا على موقع فيلمافينيتي (الإسبانية)